# Ayguatébia-Talau
Ayguatébia-Talau (en catalán, Aiguatèbia i Talau) es una comuna francesa situada en el departamento de Pirineos Orientales, en la región de Occitania.

## Demografía
| 30 | 57 | 35 | 36 | 45 | 46 | 35 |
| Para los censos de 1962 a 1999 la población legal corresponde a la población sin duplicidades (Fuente: INSEE [Consultar]) |    |    |    |    |    |    |